# Ружинська волость
Ружинська волость — історична адміністративно-територіальна одиниця Сквирського та Бердичівського повітів Київської губернії з центром у селі Баламутівка. Наприкінці ХІХ ст. волосні установи було переведено власне до містечка Ружин.
Станом на 1886 рік складалася з 11 поселень, 4 сільських громад. Населення — 7146 осіб (3509 чоловічої статі та 3637 — жіночої), 503 дворових господарства. У березні 1921 року передана до складу Бердичівського повіту.
|                     | Площа, десятин | У тому числі орної, дес. |
| ------------------- | -------------- | ------------------------ |
| Сільських громад    | 4021           | 3399                     |
| Приватної власності | 4238           | 2394                     |
| Іншої власності     | 331            | 226                      |
| Загалом             | 8590           | 6019                     |

Поселення волості:
- Баламутівка — колишнє власницьке село при річці Роставиця за 32 версти від повітового міста, 1055 осіб, 118 дворів, православна церква, постоялий будинок.
- Ружинський Бистрик — колишнє власницьке село при річці Чорна Рудка, 2040 осіб, 244 двори, православна церква, школа, постоялий будинок.
- Ружин — колишнє власницьке містечко, 800 осіб, 79 дворів, православна церква, костел, синагога, католицька каплиця, 2 єврейських молитовних будинки, школа, поштова станція, 5 постоялих дворів, 8 постоялих будинків, 2 водяних млини, шкіряний завод.

Старшинами волості були:
- 1909 року — Сидір Дмитрович Демчук[3];
- 1910—1912 року — Пилип Павлович Щерба[4],[5];
- 1913 року — Тихон Федорович Редюк[6];
- 1915 року — в.о. Опанас Дем'янович Волинець[7].